# Gwiazdosz workowaty

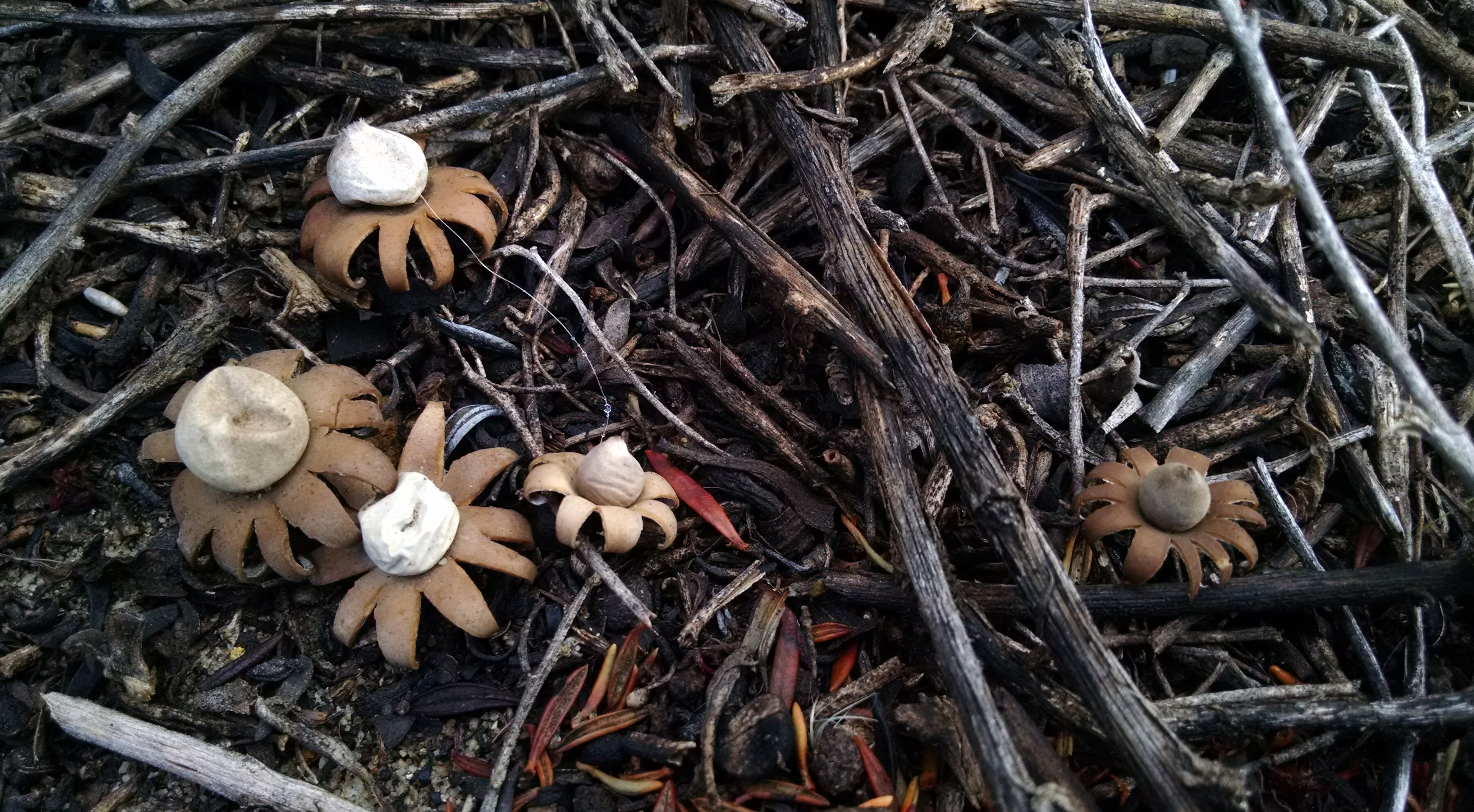

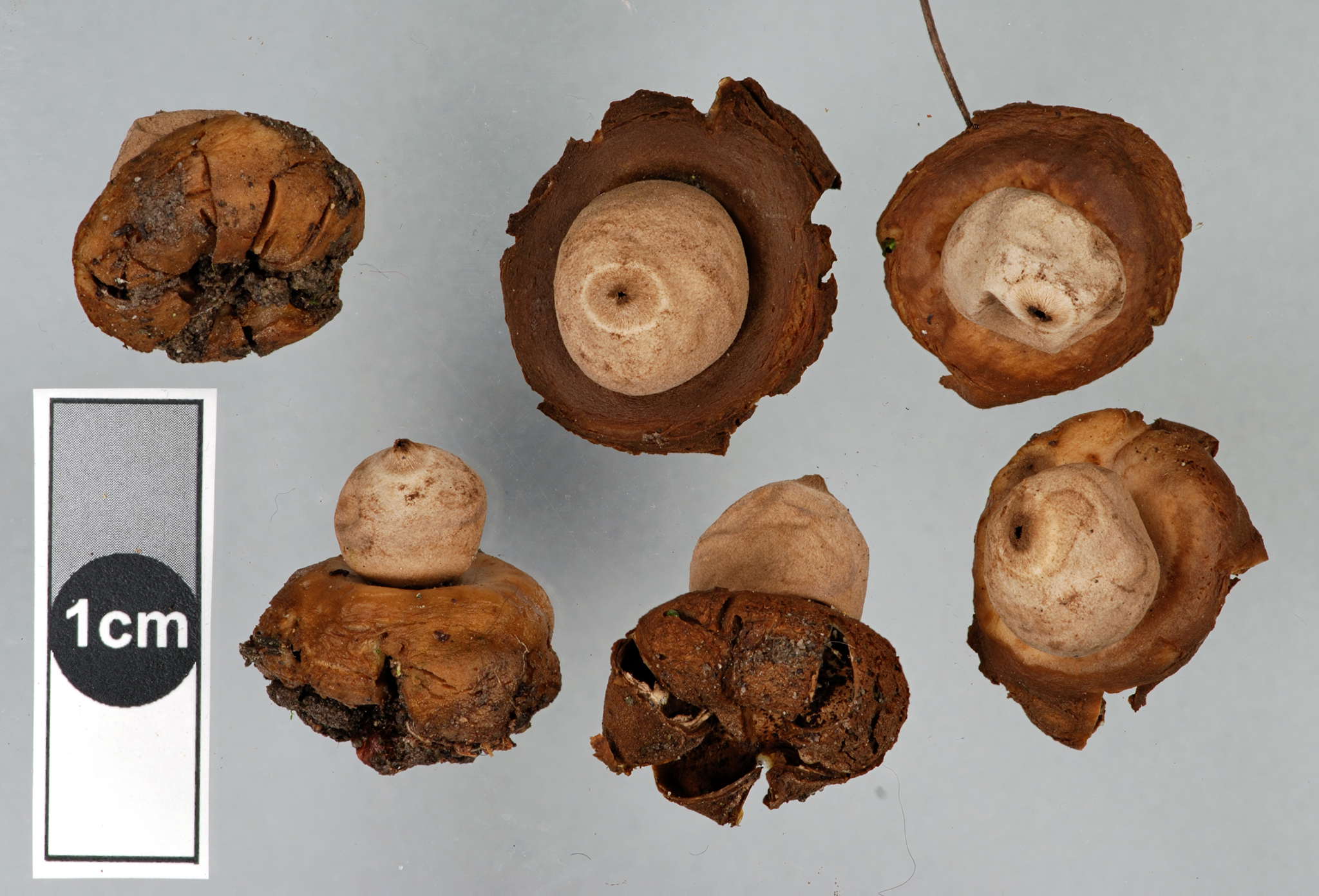

Gwiazdosz workowaty (Geastrum saccatum Fr.) – gatunek grzybów z rodziny gwiazdoszowatych.

## Systematyka i nazewnictwo
Pozycja w klasyfikacji według Index Fungorum: Geastrum, Geastraceae, Geastrales, Phallomycetidae, Agaricomycetes, Agaricomycotina, Basidiomycota, Fungi.
Takson ten zdiagnozował w 1829 r. Elias Fries. Synonimy:
- Geastrum lloydianum Rick 1906
- Geastrum saccatum f. parvulum Boiffard 1998
- Geastrum saccatum var. cinereum V.J. Staněk 1958
- Geastrum saccatum var. lloydianum (Rick) Rick 1961
- Geastrum saccatum var. parvulum Speg. 1926
- Geastrum saccatum var. walkeri Coker 1927
- Geastrum saccatum var. wichanskyi V.J. Staněk 1958

Nazwę polską nadał mu Feliks Teodorowicz w 1939 r.

## Morfologia
Owocniki
Początkowo mają kształt kuli o średnicy do 3 cm ze spiczastym dziobem w podstawie. Podczas dojrzewania egzoperydium pęka na 4–9 mniej lub bardziej trójkątnych, płowożółtych, niehigroskopijnych ramion. Wewnątrz nich endoperydium tworzy lekko aksamitną, siedzącą główkę bez wyraźnej szyjki. Ramiona egzoperydium nie rozchylają się, lecz otulają dolną część główki, a ich końce podwijają się pod spód owocnika. Na szczycie główki jest włóknisty i wyraźnie wyodrębniający się perystom.
Cechy mikroskopowe
Zarodniki 3,5–4,5 µm, kuliste, kolczaste. W KOH mają barwę od brązowawej do żółtawej. Strzępki włośni o szerokości 4–8 µm, nieco inkrustowane, w KOH wybarwiają się tak samo jak zarodniki.
Gatunki podobne
Jest wiele podobnych, drobnych gatunków gwiazdoszy. Do pewnej identyfikacji gatunku konieczne jest zbadanie mikroskopowych cech owocników. Najbardziej podobny jest gwiazdosz baryłkowaty Geastrum lageniforme. Odróżnia się gładką powierzchnią główki, pęknięciami na zewnętrznej stronie owocnika i ramionami, które nie otulają tak szczelnie główki. U gwiazdosza frędzelkowanego Geastrum fimbriatum perystom nie jest tak wyraźnie odgraniczony i sznury grzybniowe mocujące owocnik do podłoża nie wyrastają z jednego miejsca, lecz z wielu na dolnej powierzchni owocnika.

## Występowanie i siedlisko
Występuje na całym świecie. W piśmiennictwie naukowym na terenie Polski do 2020 r. podano 10 stanowisk dawnych i jedno współczesne. Znajduje się na Czerwonej liście roślin i grzybów Polski. Ma status E – gatunek wymierający. W latach 1995–2004 objęty był ochroną częściową, a od roku 2004 – ochroną ścisłą bez możliwości zastosowania wyłączeń spod ochrony uzasadnionych względami gospodarki rolnej, leśnej lub rybackiej.
Grzyb saprotroficzny naziemny. Występuje w żyznych lasach liściastych, głównie w łęgach i grądach, w parkach, zaroślach i różnego typu zadrzewieniach. Rozwija się na próchniejącym drewnie drzew liściastych. Owocniki tworzy zazwyczaj od lipca do października. Są trwałe przez wiele tygodni, czasami nawet w następnym roku.